# 노르베르트 마이어
노르베르트 마이어(독일어: Norbert Meier, 1958년 9월 20일, 슐레스비히-홀슈타인 주 라인베크 ~)는 독일의 전직 축구 선수로, 현역 시절 미드필더로 활약했으며, 이후 감독으로서 가장 최근에 위어딩겐 05를 지도했다.

## 선수 경력
마이어는 현역 시절 대부분을 베르더 브레멘에서 활약했는데, 1980년부터 1990년까지 1군 선수였다. 그는 이 기간 동안에 서독 국가대표팀 경기에 16번 출전해 2골을 기록하기도 했다.
마이어는 묀헨글라트바흐에서 2년 반을 활약하고 은퇴했다.

## 감독 경력

### 묀헨글라트바흐
마이어는 1996년 7월 1일에 묀헨글라트바흐 2군의 지휘봉을 잡아 지도자의 길에 입문했다. 마이어는 1997년 11월 30일까지 이 보직을 맡았다. 이후, 마이어는 1997년 12월 1일부터 1998년 4월 1일까지 1군 선수단을 지도했다. 마이어는 1998년 7월 1일에 2군에 재합류했다.

### 뒤스부르크
마이어는 2003년 1월 1일에 뒤스부르크 감독으로 공식 취임했다. 마이어는 뒤스부르크 시절 2005년 12월 6일에 쾰른과의 경기에서 발생한 일로 회자되었다. 82분에, 마이어는 쾰른의 알베르트 슈트라이트와 언쟁을 벌이다가 갑자기 넘어졌다. 마누엘 그레페 주심은 슈트라이트를 퇴장시켰다. 텔레비전의 분석 프로그램을 통해, 슈트라이트가 마이어를 가격한 것이 아니라 마이어가 과잉 연기를 한 것으로 밝혀졌다. 실제로 마이어는 슈트라이트에 박치기를 가했다. 구단은 2005년 12월 8일에 마이어 감독을 해임했다. 독일 축구 연맹은 2005년 12월 15일에 마이어 감독의 3개월 활동 중지 징계를 내렸다.

### 뒤나모 드레스덴
2006년 9월 10일, 뒤나모 드레스덴은 마이어를 신임 감독으로 임명했다. 그러나, 마이어는 2007년 9월 24일에 해임되었다.

### 포르투나 뒤셀도르프
포르투나 뒤셀도르프는 2008년 1월 1일에 마이어를 감독으로 선임했다. 마이어는 2012-13 시즌 끝에 강등되면서 해고장을 받았다.

### 아르미니아 빌레펠트
2014년 2월 24일, 마이어는 아르미니아 빌레펠트의 감독으로 취임했다.

### 다름슈타트 98
그는 2016년 6월 10일에 다름슈타트 98의 감독으로 새로이 취임했다. 2016년 12월 5일, 그는 해임되었다.

### 카이저슬라우테른
2017년 1월 3일, 마이어는 카이저슬라우테른의 감독으로 취임했다. 그는 2018년 6월까지 유효한 계약을 맺었다. 그러나, 마이어는 2017년 9월 20일에 해임되었다.

### 위어딩겐 05
마이어는 2019년 2월 3일에 위어딩겐 05의 감독이 되었다. 그는 2019년 3월 15일에 해임되었다.

## 감독 통계
2017년 1월 3일 기준
| 구단                | 취임            | 해임             | 기록 | 기록 | 기록 | 기록 | 기록  | 기록   |
| 구단                | 취임            | 해임             | 전   | 승   | 무   | 패   | 율 %  | 주     |
| ------------------- | --------------- | ---------------- | ---- | ---- | ---- | ---- | ----- | ------ |
| 묀헨글라트바흐 II   | 1996년 7월 1일  | 1997년 11월 30일 | —    | —    | —    | —    | —     | —      |
| 묀헨글라트바흐      | 1997년 12월 1일 | 1998년 4월 1일   | 11   | 2    | 4    | 5    | 18.18 | [ 18 ] |
| 묀헨글라트바흐 II   | 1998년 7월 1일  | 2001년 6월 30일  | 94   | 40   | 27   | 27   | 42.55 |        |
| 뒤스부르크          | 2003년 1월 1일  | 2005년 12월 8일  | 108  | 42   | 25   | 41   | 38.89 | [ 19 ] |
| 뒤나모 드레스덴     | 2006년 9월 10일 | 2007년 9월 24일  | 44   | 16   | 14   | 14   | 36.36 |        |
| 포르투나 뒤셀도르프 | 2008년 1월 1일  | 2013년 5월 27일  | 200  | 91   | 49   | 60   | 45.50 | [ 20 ] |
| 아르미니아 빌레펠트 | 2014년 2월 24일 | 2016년 6월 10일  | 92   | 36   | 32   | 24   | 39.13 | [ 21 ] |
| 다름슈타트 98       | 2016년 6월 10일 | 2016년 12월 5일  | 15   | 3    | 2    | 10   | 20.00 | [ 22 ] |
| 카이저슬라우테른    | 2017년 1월 3일  | 2017년 9월 19일  | 24   | 6    | 6    | 12   | 25.00 | [ 23 ] |
| 위어딩겐 05         | 2019년 2월 3일  | 2019년 3월 15일  | 7    | 0    | 3    | 4    | 0.00  |        |
| 합계                | 합계            | 합계             | 595  | 236  | 162  | 197  | 39.66 | —      |

## 수상

### 선수
베르더 브레멘
- 분데스리가
  - 우승: 1987–88
  - 준우승: 1982–83, 1984–85, 1985–86
- DFB-포칼 준우승: 1988–89, 1989–90
- DFL-슈퍼컵: 1988[24]

묀헨글라트바흐
- DFB-포칼 준우승: 1991–92

### 감독
개인
- 3. 리가 올해의 감독: 2014–15[25]